# Esenbeckia leiocarpa
Esenbeckia leiocarpa là một loài thực vật có hoa thuộc họ cam chanh, Rutaceae, là loài đặc hữu của Brasil. Chúng hiện đang bị đe dọa vì mất môi trường sống.

## Hình ảnh

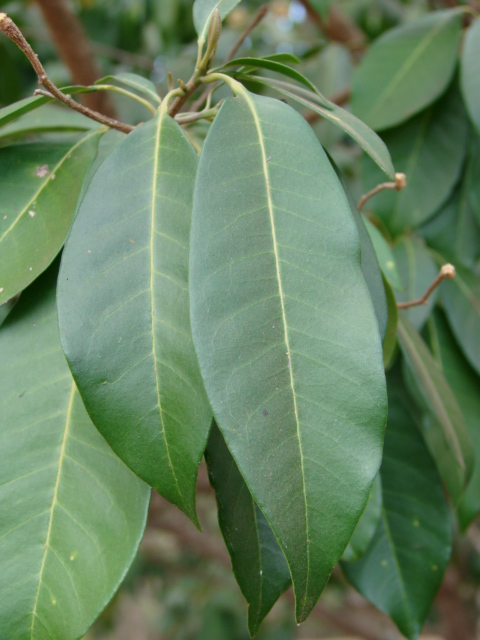
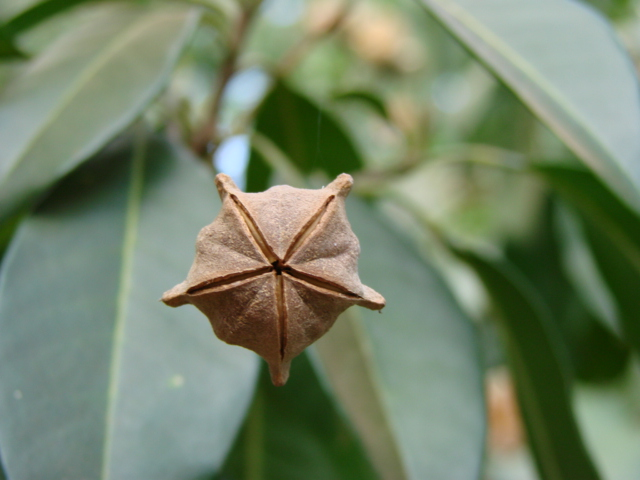
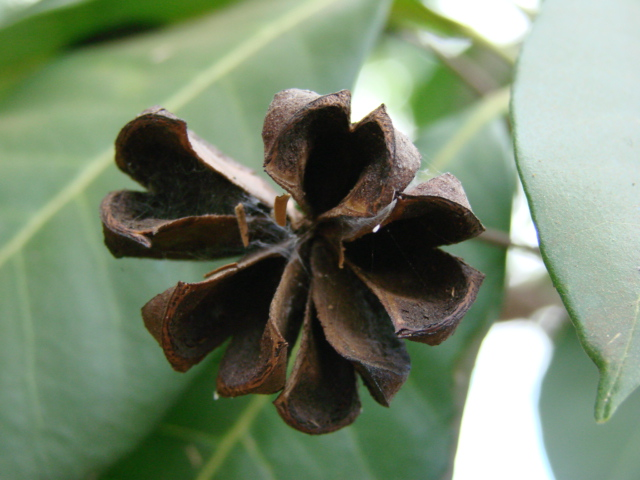
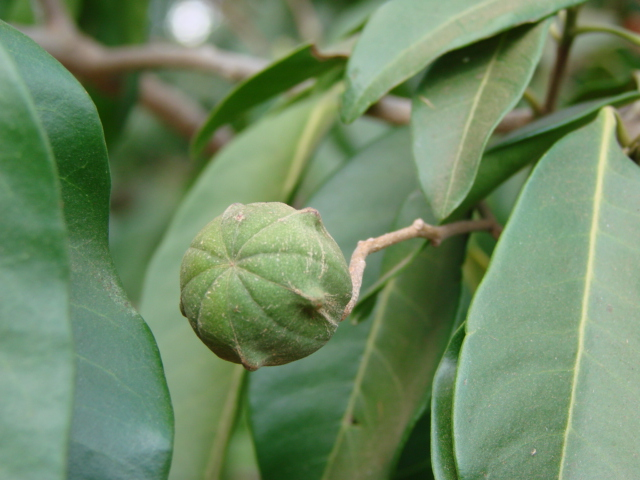